# Daniele Cortis (romanzo)
Daniele Cortis è il secondo romanzo scritto da Antonio Fogazzaro nel 1885, pubblicato dopo Malombra, del 1881.

## Trama
L'opera narra l'amore impossibile tra Daniele Cortis, giovane idealista cristiano, e la cugina Elena, sposata ad un uomo che non la comprende. Dietro la vicenda, tuttavia, si articola il conflitto tra interesse politico e fede individuale.

## Edizioni
- Antonio Fogazzaro "Daniele Cortis",libreria editrice galli. Milano 1892;
- Antonio Fogazzaro, Daniele Cortis, Baldini & Castoldi, Milano 1918;
- Antonio Fogazzaro, Daniele Cortis, Barion, Milano 1926;
- Antonio Fogazzaro, Daniele Cortis, Salani, Firenze 1926;
- Antonio Fogazzaro, Daniele Cortis, edizione a cura di Piero Nardi, ed. Mondadori, Milano 1931;
- Antonio Fogazzaro, Daniele Cortis,  Ed. Integrale, Mondadori, Milano 1951;
- Antonio Fogazzaro, Daniele Cortis, introduzione di Carlo A. Madrignani, Mondadori, Milano 1980;
- Antonio Fogazzaro, Daniele Cortis, Valerio, Torino 2006;
- Antonio Fogazzaro, Daniele Cortis, Il gazzettino, Venezia 2008;
- Antonio Fogazzaro, Daniele Cortis, prefazione di Dario Pontuale, Avagliano, Roma, 2019.

## Cinema
Dal romanzo nel 1947 è stato tratto un film omonimo diretto da Mario Soldati. Interpreti: Vittorio Gassman (Daniele Cortis), Sarah Churchill (Elena), Gino Cervi (Il marito di Elena).